# Hutchins (Wisconsin)
Hutchins – miasto w Stanach Zjednoczonych, w stanie Wisconsin, w hrabstwie Shawano.